# تاريخ جنوب الولايات المتحدة
يعود تاريخ جنوب الولايات المتحدة إلى مئات السنين الماضية ويشمل شعب المسيسيبي المشهور ببناء التلال الترابية. بدأ التاريخ الأوروبي في المنطقة منذ الأيام الأولى للاستكشاف واستعمار أمريكا الشمالية. في النهاية نجحت كل من إسبانيا وفرنسا وإنجلترا في استكشاف أجزاء مما يعرف حاليًا بجنوب الولايات المتحدة وفرض السيطرة على هذه الأجزاء، ويمكن رؤية التأثيرات الثقافية لكلٍّ من هذه القوى حتى اليوم. خلال القرون اللاحقة، سجل تاريخ جنوب الولايات المتحدة عددًا كبيرًا من الأحداث الهامة، كان من ضمنها الثورة الأمريكية والحرب الأهلية الأمريكية ونهاية العبودية وحركة الحقوق المدنية الأمريكية.

## حضارات الشعوب الأمريكية الأصلية
في العصور قبل الكولومبية، كان القاطنون الوحيدون في المنطقة المعروفة حاليًا باسم جنوب الولايات المتحدة هم الأمريكيون الأصليون. في وقت بدء التواصل مع الأوروبيين كان جزء كبير من المنطقة موطنًا لعدد من التنويعات الإقليمية لحضارة المسيسيبي، وهي حضارة زراعية ازدهرت في الغرب الأوسط وشرق وجنوب شرق الولايات المتحدة. بدأت ثقافة شعب المسيسيبي بالتطور نحو القرن العاشر الميلادي في وادي نهر المسيسيبي (ومن هنا يأتي أصل الاسم).
تتضمن الأمم الأمريكية الأصلية التي تطورت في الجنوب بعد شعوب المسيسيبي ما يُعرف اليوم باسم ’القبائل المتحضرة الخمس’ والتي تشمل الشيروكي والتشيكاساو والتشوكتاو والكريك والسيمينول.

## الاستعمار الأوروبي

### الاستكشاف الإسباني
أجرت إسبانيا رحلات استكشافية متكررة إلى العالم الجديد بعد اكتشافه في عام 1492. ساعدت الإشاعات التي تصور الشعوب المزينة بالذهب وقصص ينبوع الشباب على جذب اهتمام العديد من المستكشفين الإسبان، وتبع ذلك بدء الاستعمار. كان خوان بونسه دي ليون أول الأوروبيين وصولًا إلى الجنوب عندما رسا في فلوريدا عام 1513.
قاد المستكشف والمبشر الإسباني هيرناندو دي سوتو أولى الرحلات الأوروبية المتوغلة في عمق منطقة جنوب الولايات المتحدة الحالية بحثًا عن الذهب والطريق إلى الصين. كان دي سوتو ومرافقوه أول الأوروبيين الذين سجل التاريخ عبورهم لنهر المسيسيبي، وعلى ضفافه مات دي سوتو عام 1542. يجدر بالذكر أن ألونسو ألفاريز دي بينيدا كان أول من يرى النهر من الأوروبيين، وذلك في عام 1519 حين أبحر عشرين ميلًا صعودًا في النهر من خليج المكسيك.
نظرًا لكونها عملية واسعة، عبرت بعثة دي سوتو أجزاء عديدة من الولايات الأمريكية الحالية ومنها فلوريدا وجورجيا وكارولاينا الجنوبية وكارولاينا الشمالية وألاباما ومسيسيبي وأركنساس ولويزيانا وتنيسي وتكساس.
كانت المستعمرات الإسبانية في المنطقة المعروفة حاليًا باسم ولاية فلوريدا الأمريكية من بين المستعمرات الأوروبية الأولى في أمريكا الشمالية، أما أولى هذه المستعمرات فكان محاولة تريستان دي لونا إي أريانو الفاشلة في منطقة بينساكولا الحالية عام 1559. من المحاولات التي لاقت نجاحًا أكبر نذكر مستعمرة سانت أوغستين التي بناها بيدرو مينينديز دي أفيليز عام 1565. تبقى سانت أوغستين أقدم المستعمرات الأوروبية المأهولة بشكل مستمر على أراضي الولايات المتحدة القارية. استعمرت إسبانيا أيضًا أجزاء من ألاباما ومسيسيبي ولويزيانا وتكساس. أصدرت إسبانيا صكوك ملكية للأراضي في الجنوب من كنتاكي إلى فلوريدا وإلى الأجزاء الجنوبية الغربية مما يعرف اليوم باسم الولايات المتحدة. كان هناك موقع مستعمرة إسبانية سابقة قرب بلدة الملك بوهاتان في خليج تشيسابيك في المناطق المعروفة اليوم بفرجينيا ومريلاند. سبقت هذه المستعمرة مستعمرة جيمس تاون الإنجليزية بنحو مئة سنة.

### الاستعمار الفرنسي
كانت أولى المستعمرات الفرنسية في المنطقة المعروفة حاليًا باسم جنوب الولايات المتحدة هي مستعمرة فوت كارولين الموجودة اليوم في منطقة مدينة جاكسونفيل في فلوريدا عام 1562. تأسست هذه المستعمرة كملجأ للهوغونوتيين وذلك تحت قيادة كل من رينيه غولين دو لودونيير وجان ريبو. دمر الإسبان هذه المستعمرة من مستعمرة سانت أوغستين المجاورة عام 1565.
عاد الفرنسيون مرة أخرى من الشمال. بعد تأسيس مستعمرات زراعية في كندا وبناء شبكة لتجارة الفرو مع السكان الأصليين في منطقة البحيرات العظمى، بدؤوا باستكشاف نهر المسيسيبي. دعا الفرنسيون منطقتهم باسم لويزيانا تقديرًا للملك لويس. أعلن الفرنسيون عن تملكهم لولاية تكساس وأسسوا عدة حصون قصيرة البقاء هناك مثل تلك المبنية في مقاطعة ريد ريفر عام 1718. في عام 1817 استقر القرصان الفرنسي جان لافيت على جزيرة غالفستون. كبرت مستعمرته هناك ليصل تعدادها السكاني إلى ألف شخص بحلول عام 1818 لكنها هُجرت عام 1820. أُسست أكثر المستعمرات الفرنسية أهمية في نيو أورلينز وموبيل (المعروفة سابقًا باسم بيانفيل). كان عدد المهاجرين القادمين من فرنسا بشكل مباشر قليلًا، أما العدد الأكبر فأتى من هايتي وأكاديا.

## الحقبة الاستعمارية البريطانية (1607 – 1775)
قبل تمكنهم من هزيمة الأرمادا الإسبانية بوقت قصير، بدأ الإنجليز باستكشاف العالم الجديد. في عام 1585 أسست بعثة نظمها والتر رالي أولى المستعمرات الإنجليزية على أراضي العالم الجديد على جزيرة رونوك في كارولاينا الشمالية. لكن فشلت هذه المستعمرة في التوسع والازدهار، وأُعيد المستعمرون في العام التالي على متن سفن البضائع الإنجليزية. في عام 1587 أرسل رالي مرة أخرى مجموعة من المستوطنين إلى رونوك. سُجلت في هذه المستعمرة أولى حالات الولادة لطفل من أصل أوروبي في أمريكا الشمالية، دعيت هذه الطفلة باسم فرجينيا دير. اختفت هذه المجموعة من المستوطنين وهي معروفة اليوم باسم «المستوطنة المفقودة». يعتقد الكثيرون أن مصير أفراد المستعمرة كان إما القتل أو الخطف من قبل القبائل المحلية.
كما هو حال نيو إنجلاند، كان البروتستانت الإنجليز هم المجموعة الدينية السائدة ضمن المستوطنين الأوائل في الجنوب، لكنه أصبح لاحقًا بوتقة انصهار للأديان المختلفة مثل بقية أجزاء البلاد. في حين فشلت محاولة الاستعمار السابقة في جزيرة رونوك، أسس الإنجليز مستعمرتهم الدائمة الأولى في جيمستاون في فرجينيا عام 1607 عند مصب نهر جيمس، والذي يصب بدوره في خليج تشيسابيك.
كان الدافع الأكبر وراء مستعمر خليج تشيسابيك هو الحصول على المعادن الثمينة، وبالتحديد الذهب. كانت المستعمرة نظريًا ضمن الأراضي المستملكة من قبل إسبانيا، لكنها بعيدة بشكل كاف عن معظم المستعمرات الإسبانية مما جنبها الوقوع في اشتباك بين المستعمرات. باعتبارها ’مرساة الجنوب’، تتضمن هذه المنطقة شبه جزيرة ديلمارفا ومعظم فرجينيا الساحلية ومريلاند وكارولاينا الشمالية وكارولاينا الجنوبية وجورجيا.
في بدايات تاريخ المستعمرة، بدا من الواضح أن ادعاءات رواسب الذهب كانت أمرًا مبالغًا به بشدة. كانت الفترة ما بين عامي 1607 و1607 -والمعروفة باسم فترة الجوع- مليئة بالمجاعة والاضطراب السياسي في مستعمرة جيمستاون لكن الدعم من قبل السكان الأصليين، بالإضافة إلى المساعدات البريطانية مكنا المستعمرة من البقاء. لكن ونتيجة للاضطراب السياسي والاقتصادي المستمرين، أُلغيت وثيقة استعمار مستعمرة فرجينيا في عام 1624. كان السبب الأساسي لإلغاء هذا العقد هو اكتشاف مقتل مئات المستعمرين أو فقدانهم بعد هجوم شنه السكان الأصليون بقيادة أوبيتشاكانو. وُضعت وثيقة ملكية رسمية أخرى من أجل فرجينيا، لكن سُمح لمجلس بورغيسيس المؤسس عام 1619 بالاستمرار كقيادة سياسية للمستعمرة بالمشاركة مع الحاكم الملكي.
كان وليام بيركلي الذي عمل -بشكل متقطع- كحاكم لفرجينيا بين عامي 1645 و1675 شخصية بارزة في مستعمرة فرجينيا ولاعبًا مؤثرًا على التطور الثقافي والسياسي للجنوب بشكل عام. أدت رغبة بيركلي في هجرة للنخبة نحو فرجينيا إلى اتباع سياسة ’الابن الثاني’، والتي دعي فيها الأبناء الصغار للنبلاء الإنجليز للهجرة إلى فرجينيا. أكد بيركلي أيضًا على نظام تمليك الأراضي للمهاجرين الجدد. أدت الهجرة المبكرة للنخبة إلى تطوير بنية أرستقراطية سياسية واجتماعية في الجنوب.
استمر المستعمرون الإنجليز -ومن ضمنهم عمال السخرة الشباب- بالوصول على امتداد الساحل الأطلسي الجنوبي. أصبحت فرجينيا مستعمرة إنجليزية مزدهرة. استُعمرت المنطقة المعروفة حاليًا باسم ولاية جورجيا أيضًا. كانت البدايات تحت قيادة جيمس أوغلثورب على شكل مستعمرة إعادة توطين للمدينين المحكوم عليهم بالسجن.